# 메바 아레나
메바 아레나 (Mewa Arena)는 독일 마인츠에 위치한 다목적 경기장이다. 2011년에 새로 개장하였고, 현재 분데스리가에 속해 있는 1. FSV 마인츠 05의 홈구장으로 쓰인다. 이 경기장은 34,034명의 관중을 수용할 수 있으며, 옛 홈구장 슈타디온 암 브루히베크 (Stadion am Bruchweg)를 대체하고 있다. 이 경기장은 잉글랜드 프리미어리그의 전형적인 경기장에서 찾아볼 수 있는 높은 스탠드 구조를 사용하였다.

## 리가토탈 컵 2011
마인츠의 새 구장 개장을 기념하여, 프리시즌 컵인 2011년 리가토탈 컵을 주최하였다. 마인츠는 이 대회에 2010-11 시즌 우승 팀 보루시아 도르트문트, 함부르크 SV, 그리고 FC 바이에른 뮌헨을 초청하였다. 보루시아 도르트문트는 우승을 차지하였고, 마인츠는 FC 바이에른 뮌헨과의 3/4위전에 패하였다.
새 구장에서 열린 공식경기에서 처음으로 골을 넣은 선수는 튀니지 축구 국가대표팀과 마인츠 소속의 사미 알라구이로, 2011년 8월 7일 바이어 04 레버쿠젠과의 2011-12 시즌의 분데스리가 1차전 경기에서 득점하였다.